# Суперфинал претендентов 1987
«Суперфинал» претендентов 1987 — проводился в испанском городе Линарес (февраль — март). 
Участники: А. Карпов, проигравший матч-реванш на первенство мира 1986, и А. Соколов — победитель финального матча претендентов 1986. 
Победитель «Суперфинала» претендентов 1987 получил право играть матч на первенство мира в 1987 с чемпионом мира Г. Каспаровым. 
Матч завершился досрочной победой Карпова, который провёл соревнование без поражений — 7½ : 3½.

## Таблица
| Участник         | Рейтинг | 1 | 2 | 3 | 4 | 5 | 6 | 7 | 8 | 9 | 10 | 11 |  | + | − | = | Очки |
| ---------------- | ------- | - | - | - | - | - | - | - | - | - | -- | -- |  | - | - | - | ---- |
| Карпов, Анатолий |         | ½ | 1 | ½ | ½ | ½ | 1 | ½ | ½ | ½ | 1  | 1  |  | 4 | 0 | 7 | 7½   |
| Соколов, Андрей  |         | ½ | 0 | ½ | ½ | ½ | 0 | ½ | ½ | ½ | 0  | 0  |  | 0 | 4 | 7 | 3½   |